# Giuseppe Alberti
Pour les articles homonymes, voir Alberti.
Giuseppe Alberti, né à Cavalese le 3 octobre 1640, et mort dans la même ville le 3 février 1716, est un architecte et un peintre italien.

## Biographie
Giuseppe Alberti est un artiste autodidacte qui a réalisé son premier retable en 1661.
Après des études de médecine à Padoue, il décide de devenir peintre et architecte.
Par la suite Giuseppe se rend à Venise où il affine sa formation artistique au contact de la peinture vénitienne du XVIe siècle. Il a travaillé sous Pietro Liberi à Venise et a étudié les œuvres du Titien.
C'est néanmoins à Rome qu'il développe ses compétences en architecture en étudiant les plus récentes réalisations en ce domaine.
Ses principaux travaux sont réalisés à Trento.
Il obtient diverses commandes de la part de la principauté épiscopale de Trente, aussi bien en tant que peintre qu'architecte.
Il s'occupe du projet de la Cappella del Crocefisso du dôme de Trente, dont il dirige la construction et réalise les stucs et les fresques.
Il travaille aussi à Vicence, où il participe à la décoration à fresques des Gallerie di Palazzo Leoni Montanari (it).
Après la mort du prince-évêque, son principal client, en 1689, Giuseppe Alberti se retire à Cavalese, où il s'entoure de nombreux élèves, réalisant des peintures pour les clients locaux et instituant les bases de la scuola pittorica fiemmese.
Il meurt à Cavalese en 1716.

## Œuvres
- Pala di San Vigilio, Castello del Buonconsiglio, Trente
- Fresques de la Giunta Albertiana,
- Projet de la Cappella del Crocefisso (1682), construction, stucs, fresques[1],
- Fresques, Gallerie di Palazzo Leoni Montanari, Vicence.

## Source
- (it) Cet article est partiellement ou en totalité issu de l’article de Wikipédia en italien intitulé « Giuseppe Alberti (artista) » (voir la liste des auteurs).